# 하이메 가르시아
하이메 오마르 가르시아(Jaime Omar Garcia, 1986년 7월 8일 ~ )는 멕시코 출신의 야구 선수이자 전직 메이저 리그의 야구 선수이다.